# لیک پارک (ایندیانا)
لیک پارک (به انگلیسی: Lake Park) یک منطقهٔ مسکونی در ایالات متحده آمریکا است که در Hudson Township واقع شده‌است. لیک پارک ۲۵۷٫۸۶ متر بالاتر از سطح دریا واقع شده‌است.